# کورودا موتوتاکا
کورودا موتوتاکا، کورودا سوئن (به ژاپنی: 黒田職隆 Kuroda Mototaka)؛ ۱۵ سپتامبر ۱۵۲۴ – ۲۲ اوت ۱۵۸۵ (سن ۶۱)) یک سامورایی در دوره سنگوکو اهل ژاپن بود. وی پسر کورودا شیگه‌تاکا و پدر کورودا یوشیتاکا (کورودا کانبی)  بود. وی یکی از ملازمان کودرا ماساموتو بود.